# Bauxitornis
Bauxitornis is een geslacht van uitgestorven avisaurische enantiornithische vogels die leefden tijdens het Laat-Krijt (Santonien) in wat nu Hongarije is. 

## Naamgeving
Hoewel het fossiel, ontdekt rond 2003, voor het eerst werd vermeld in een overzicht uit 2008 van Hongaarse vogelfossielen uit het Krijt, werd het geslacht in 2010 benoemd in een meer uitgebreid overzicht door Gareth J. Dyke en Attila Ősi. De typesoort is Bauxitornis mindszentyae. De geslachtsnaam Bauxitornis verwijst naar de plaats waar het werd ontdekt, een bauxietmijn. De soortaanduiding mindszentyae eert de geoloog professor emeritus Andrea Mindszenty, die Ősi met advies en goede raad bijstond.
Het holotype van Bauxitornis is MTV V 2009.31.1 (voorheen bekend als MTM Gyn/439), een rechtertarsometatarsus.

## Beschrijving
Met een lengte van eenenvijftig millimeter geeft de metatarsus aan dat Bauxitornis een relatief groot lid van de Enantiornithes was, vergelijkbaar met, of groter dan, Soroavisaurus en Avisaurus. De vleugelspanwijdte is dan ongeveer een halve meter.
Enkele onderscheidende kenmerken werden aangegeven. Een tuberculum voor de musculus tibialis cranialis is afwezig. Het tweede middenvoetsbeen is korter dan het derde of vierde. Het vierde middenvoetsbeen steekt verder naar beneden uit, richting teen, dan het derde.
Daarnaast ondersteunen verschillende andere eigenschappen de plaatsing van Bauxitornis als avisauride. De binnenrand van het teengewricht van middenvoetsbeentje III (het middelste bot van de bewaarde middenvoet) heeft een klein maar merkbaar benig lipje (bekend als een plantair uitsteeksel) dat zich uitstrekt naar de onderkant van de enkel. Hoewel de tarsometatarsus grotendeels niet gefuseerd is, zijn de proximale (nabije) delen van middenvoetsbeentjes II en III samengesmolten tot een vlak gebied dat zich ongeveer een derde van de lengte van hun schachten uitstrekt. Het proximale uiteinde van de tarsometatarsus buigt lateraal (naar buiten).
Bauxitornis kan echter worden onderscheiden van deze andere Enantiornithes in het hebben van een verkort middenvoetsbeentje II (het binnenste bot van de bewaarde middenvoet) zonder een tuberculum (met littekens bedekte bult) voor de spier van de musculus tibialis cranialis. Bovendien is het langste middenvoetsbeentje van Bauxitornis middenvoetsbeentje IV (het buitenste bot van de middenvoet) in plaats van middenvoetsbeentje III.

## Fylogenie
Hoewel meestal wordt gedacht dat het een avisaurisch lid van de Enantiornithes is, blijkt uit één studie dat het een meer basale aviaal is die nauw verwant is aan Balaur bondoc.